# Litošice
Litošice (en allemand : Litoschitz) est une commune du district et de la région de Pardubice, en République tchèque. Sa population s'élevait à 163 habitants en 2024.

## Géographie
Litošice se trouve à 7 km au sud-ouest de Přelouč, à 20 km à l'ouest-sud-ouest de Pardubice, à 34 km au sud-ouest de Hradec Králové et à 78 km à l'est-sud-est de Prague.
La commune est limitée par Morašice au nord, par Jankovice et Sovolusky à l'est, par Semtěš et Bílé Podolí au sud, et par Brambory, Horka I et Horušice à l'ouest.

## Histoire
La première mention écrite du village date de 1167.

## Transports
Par la route, Litošice se trouve à 11 km de Přelouč, à 25 km de Pardubice et à 98 km de Prague. 